# Saužení lásky
Saužení lásky je třetí studiové album české hudební skupiny Spirituál kvintet, vydané v roce 1981.
Album také vyšlo v reedici v roce 1996.

## Seznam skladeb
| Pořadí         | Název               | Délka |
| -------------- | ------------------- | ----- |
| 1.             | Jablíčka            | 3:28  |
| 2.             | Odchod              | 2:30  |
| 3.             | Zklamaná láska      | 3:50  |
| 4.             | Saužení lásky       | 3:20  |
| 5.             | Modré oči           | 3:37  |
| 6.             | Dívka ze mlejna     | 2:40  |
| 7.             | Pocestný            | 3:05  |
| 8.             | Zastaveníčko        | 3:06  |
| 9.             | Kytka vlastenkám    | 2:10  |
| 10.            | Láska nad bohatství | 2:30  |
| 11.            | Chaloupka           | 4:25  |
| 12.            | Na vlast            | 3:48  |
| Celková délka: | Celková délka:      | 38:29 |

| Bonus reedice – Čtwero pjsnj | Bonus reedice – Čtwero pjsnj | Bonus reedice – Čtwero pjsnj |
| Pořadí                       | Název                        | Délka                        |
| ---------------------------- | ---------------------------- | ---------------------------- |
| 13.                          | Ukolíbavka                   | 2:39                         |
| 14.                          | Flašinetl                    | 2:54                         |
| 15.                          | Běží Vávra z Poličky         | 1:19                         |
| 16.                          | Náš tatíček nebožtíček       | 4:17                         |